# Agostinho Santos
Agostinho Santos (Vila Nova de Gaia, 22 de julho de 1960), é pintor, curador independente, escritor e jornalista português, com mais de 100 exposições individuais em Portugal, Espanha, Brasil e Índia e cerca de 500 exposições colectivas e autor de inúmerosros livros de arte (desenho e pintura), jornalismo e poesia. Recebeu diversos prémios de jornalismo e de artes, como Gazeta de Imprensa, Prémio Nacional de Jornalismo e Concurso Europeu de Cartoon de Lisboa (2007). Doutorado em Museologia pela Faculdade de Letras e Faculdade de Belas Artes da Universidade do Porto e mestre em Pintura pela Faculdade de Belas - Artes da Universidade do Porto. É doutorando em Arte Contemporânea no Colégio das Artes da Universidade de Coimbra. É diretor da Bienal Internacional de Arte de Gaia, coordenador do Projeto Onda Bienal e Presidente de Artistas de Gaia - Cooperativa Cultural.